# Kim Ho
Kim Ho (Tongyeong, 24 de novembro de 1944) é um ex-futebolista e treinador de futebol profissional sul-coreano.